# Pávafarkú salamonpecsét
A pávafarkú salamonpecsét (Polygonatum verticillatum) az egyszikűek (Liliopsida) osztályának a spárgavirágúak (Asparagales) rendjébe, ezen belül a spárgafélék (Asparagaceae) családjába tartozó, Magyarországon védett faj. Nevezik még pávafarkfűnek, illetve örvös salamonpecsétnek is.

## Előfordulása
Európai-dél-eurázsiai flóraelemként Nyugat-Ázsiában, (beleértve Kínát, a Himaláját), Európában pedig Skandináviától délre és Spanyolországtól keletre, (beleértve az Egyesült Királyságot) is megtalálható.
Magyarországi lelőhelyei: Zempléni-hegység, Aggteleki-karszt, Bükk-vidék, Mátra, Börzsöny.

## Megjelenése
A pávafarkú salamonpecsét egy, általában 20–80 cm, de akár 1 méter magasra is megnövő, tarackosan terjedő évelő, gyöktörzzsel rendelkező faj. Szára el nem ágazó, több élű. 4–7-esével örvösen álló, szálas-lándzsás levelei 6–12 cm hosszúak, 1–1,5 cm szélesek, alul az ereken aprón szőrösek. Jellegzetes elhelyezkedésük alapján nemzetségbeli rokonaitól könnyen megkülönböztethető a faj.
A levélhónaljból eredő rövid kocsányokon 1–3, 6–8 mm hosszú, 2–3 mm széles virág található. A csaknem teljes hosszukban csővé összenőtt fehér leplek zöldes csúcsúak.
Termése gömbös, 5–8 mm átmérőjű, vörös mérgező bogyó.

## Életmódja
Élőhelyét tekintve inkább mészkerülő; montán bükkösökben, szurdokerdőkben, sziklaerdőkben, többnyire 700 m tengerszint feletti magasság felett fordul elő.
Virágzási ideje május – június.